# Grammotaulius
Genre
Grammotaulius est un genre d'insectes trichoptères de la famille des Limnephilidae. Ses espèces sont présentes en Europe et en Amérique du Nord.

## Systématique
Le genre a été décrit par l'entomologiste tchèque Friedrich Anton Kolenati en 1848.

### Taxinomie
Liste d'espèces 
- Grammotaulius alascensis Schmid, 1964
- Grammotaulius bettenii Hill-Griffin, 1912
- Grammotaulius inornatus Schmid, 1964
- Grammotaulius interrogationis (Zetterstedt, 1840)
- Grammotaulius lineatipennis Ulmer, 1932
- Grammotaulius lorettae Denning, 1941
- Grammotaulius nigropunctatus (Retzius, 1783)
- Grammotaulius nitidus (Mueller, 1764)
- Grammotaulius ornatus Nakahara, 1914
- Grammotaulius sibiricus McLachlan, 1874
- Grammotaulius signatipennis McLachlan, 1876
- Grammotaulius submaculatus (Rambur, 1842)